# Classique de Saint-Sébastien 2011
La Classique de Saint-Sébastien 2011 est la 31e édition de la Classique de Saint-Sébastien. La course a lieu le 30 juillet 2011 sur 234 kilomètres autour de Saint-Sébastien dans le Pays basque espagnol. Il s'agit de la dix-huitième épreuve de l'UCI World Tour 2011.
Le Belge Philippe Gilbert (Omega Pharma-Lotto), déjà vainqueur des trois classiques ardennaises, s'impose en solitaire devant le vainqueur de l'édition 2009, l'Espagnol Carlos Barredo (Rabobank) et le Belge Greg Van Avermaet (BMC Racing). Philippe Gilbert remporte ainsi sa 14e victoire de la saison et sa quatrième classique consécutive labellisée World Tour.
Cependant Carlos Barredo est disqualifié des courses auxquelles il a participé entre le 26 octobre 2007 et le 24 septembre 2011 à la suite d'anomalies dans son passeport biologique. Greg Van Avermaet se voit donc attribué la deuxième place de la course tandis que Joaquim Rodríguez (Katusha) s'empare de la troisième. De plus tous les autres coureurs classés jusqu'à la vingt-et-unième place se voit également gagner un rang. La place de vingt-et-unième restant vacante.

## Présentation

### Équipes participantes
21 équipes participent à cette édition de la Classique de Saint-Sébastien, dont trois équipes continentales professionnelles (Andalucía-Caja Granada, Caja Rural et Geox-TMC)
| N.      | Code | Équipe             |
| ------- | ---- | ------------------ |
| 1-8     | RAB  | Rabobank           |
| 11-18   | THR  | HTC-Highroad       |
| 21-28   | LEO  | Leopard-Trek       |
| 31-38   | RSH  | RadioShack         |
| 41-48   | LAM  | Lampre-ISD         |
| 51-58   | OLO  | Omega Pharma-Lotto |
| 61-68   | BMC  | BMC Racing         |
| 71-77   | SBS  | Saxo Bank-SunGard  |
| 81-88   | SKY  | Sky                |
| 91-98   | KAT  | Katusha            |
| 101-108 | AST  | Astana             |

| N.      | Code | Équipe                 |
| ------- | ---- | ---------------------- |
| 111-118 | GRM  | Garmin-Cervélo         |
| 121-126 | LIQ  | Liquigas               |
| 131-138 | MOV  | Movistar               |
| 141-148 | EUS  | Euskaltel-Euskadi      |
| 151-158 | ALM  | AG2R La Mondiale       |
| 161-168 | QST  | Quick Step             |
| 171-177 | VCD  | Vacansoleil-DCM        |
| 181-188 | GEO  | Geox-TMC               |
| 191-198 | CJR  | Caja Rural             |
| 201-208 | ACA  | Andalucía-Caja Granada |

### Favoris
Le Belge Philippe Gilbert (Omega Pharma-Lotto) aura à cœur de poursuivre  sa série  victorieuse sur les classiques.
L’équipe Rabobank présente une équipe ambitieuse avec notamment les Espagnols Carlos Barredo, Óscar Freire et Luis León Sánchez.
Fränk Schleck (Team Leopard-Trek) et Jelle Vanendert (Omega Pharma-Lotto) tenteront de profiter de leur forme du Tour de France,
de même que les Italiens Damiano Cunego (Lampre-ISD) et Ivan Basso (Liquigas-Cannondale).
Les Espagnols Haimar Zubeldia (Team RadioShack), Joaquim Rodríguez (Team Katusha), José Joaquín Rojas (Movistar) et Samuel Sánchez (Euskaltel-Euskadi) tenteront de briller sur la seule classique en terre espagnole.
Le Slovaque Peter Velits (Team HTC-Highroad), le Canadien Ryder Hesjedal (Garmin-Cervélo), et le Belge Thomas De Gendt (Vacansoleil-DCM) sont aussi parmi les favoris.
Enfin les deux coureurs de l'équipe Geox-TMC, Carlos Sastre et Denis Menchov tenteront de revenir au premier plan sur une course qui leur convient.

### Parcours
L'Alto de Jaizkibel et de Arkale sont à franchir à deux reprises dans le final:
| Num | Nom                 | Kilomètre | Longueur (m) | Pente moyenne |
| --- | ------------------- | --------- | ------------ | ------------- |
| 1   | Alto de Orio        | 19        | 1500         | 4 %           |
| 2   | Alto de Garate      | 29,4      | 2700         | 6,3 %         |
| 3   | L'Alto de Jaizkibel | 157       | 7800         | 6 %           |
| 4   | Alto de Arkale      | 178,5     | 2700         | 6,3 %         |
| 5   | L'Alto de Jaizkibel | 196,2     | 7800         | 6 %           |
| 6   | Alto de Arkale      | 219       | 2700         | 6,3 %         |

## Déroulement de la course
Après la reprise de l'échappée matinale, Samuel Sánchez est le premier favori à attaquer, en partant durant la seconde ascension du mont Jaizkibel. Il n'arrive pas à distancer le peloton. Une tentative de Stijn Devolder essuie le même échec. Malgré tout, un écrémage a lieu et il n'y a plus qu'un groupe de neuf coureurs pour se disputer la victoire après le passage des principales difficultés. L'équipe Oméga Pharma-Lotto est la seule dans ce groupe à disposer de deux coureurs (Philippe Gilbert et Jelle Vanendert). Vanendert se dévoue pour son leader en menant seul la poursuite derrière Carlos Barredo, qui est parti en solitaire dans les derniers kilomètres. L'espagnol n'arrive donc pas à créer un écart suffisant pour pouvoir conserver son avance face à l'accélération de Gilbert à trois kilomètres de l'arrivée. Le Belge continue son effort et s'en va s'imposer seul. Barredo termine deuxième. Premier du groupe de poursuivants, Greg van Avermaet termine troisième et complète le podium.

## Résultats
| #  | Coureur           | Pays       | Équipe             |    | Temps           | Points UCI |
| -- | ----------------- | ---------- | ------------------ | -- | --------------- | ---------- |
| 1  | Philippe Gilbert  | Belgique   | Omega Pharma-Lotto | en | 5 h 48 min 52 s | 80         |
| -  | Carlos Barredo    | Espagne    | Rabobank           | +  | 12 s            | 60         |
| 2  | Greg Van Avermaet | Belgique   | BMC Racing         |    | 14 s            | 50         |
| 3  | Joaquim Rodríguez | Espagne    | Katusha            |    | 14 s            | 40         |
| 4  | Dries Devenyns    | Belgique   | Quick Step         |    | 14 s            | 30         |
| 5  | Fränk Schleck     | Luxembourg | Leopard-Trek       |    | 14 s            | 22         |
| 6  | Haimar Zubeldia   | Espagne    | RadioShack         |    | 14 s            | 14         |
| 7  | Samuel Sánchez    | Espagne    | Euskaltel-Euskadi  |    | 14 s            | 10         |
| 8  | Rigoberto Urán    | Colombie   | Sky                |    | 14 s            | 6          |
| 9  | Jelle Vanendert   | Belgique   | Omega Pharma-Lotto |    | 50 s            | 2          |
| 10 | Simon Gerrans     | Australie  | Sky                |    | 2 min 05 s      | -          |